# Charles Eames

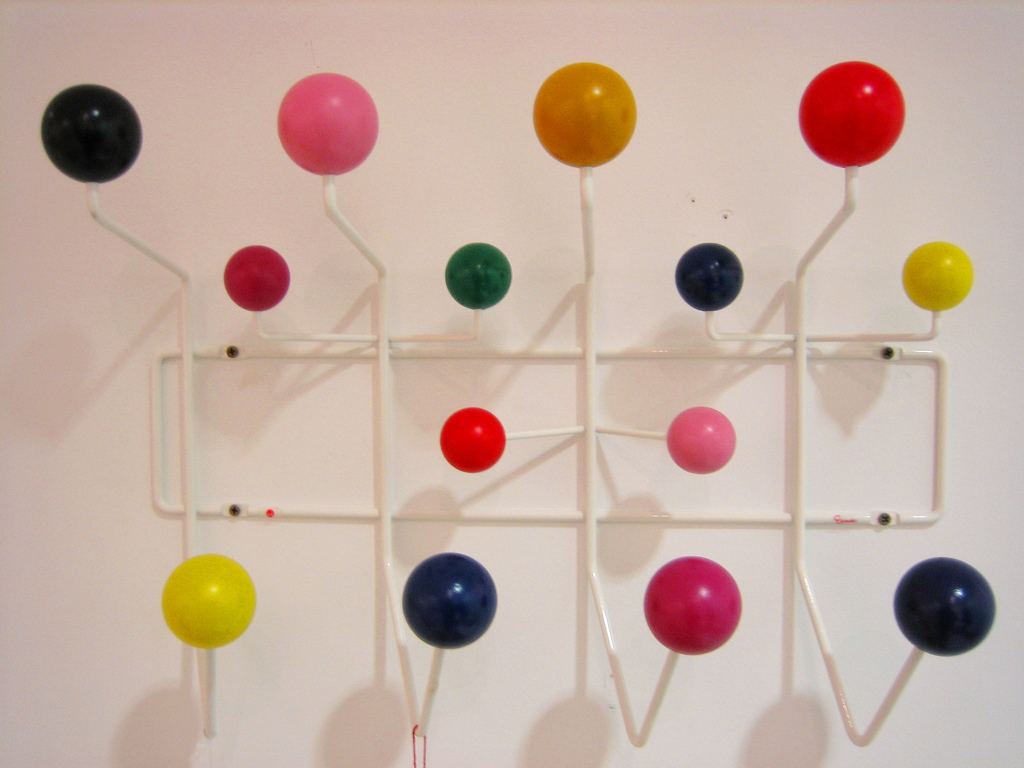
Hang It All, portemanteaux diseñado por Charles y Ray Eames, 1953.

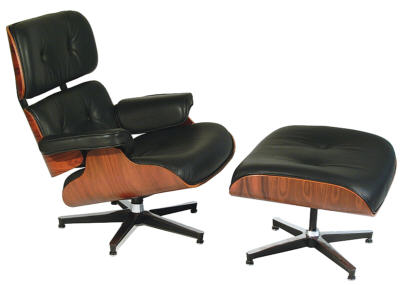
Sillón Eames Lounge (670) y otomana (671).

Charles Eames (17 de junio de 1907-21 de agosto de 1978) fue un arquitecto, diseñador y director de cine estadounidense. Junto a su esposa Ray, es responsable de numerosos diseños convertidos ya en clásicos del siglo XX.

## Trayectoria

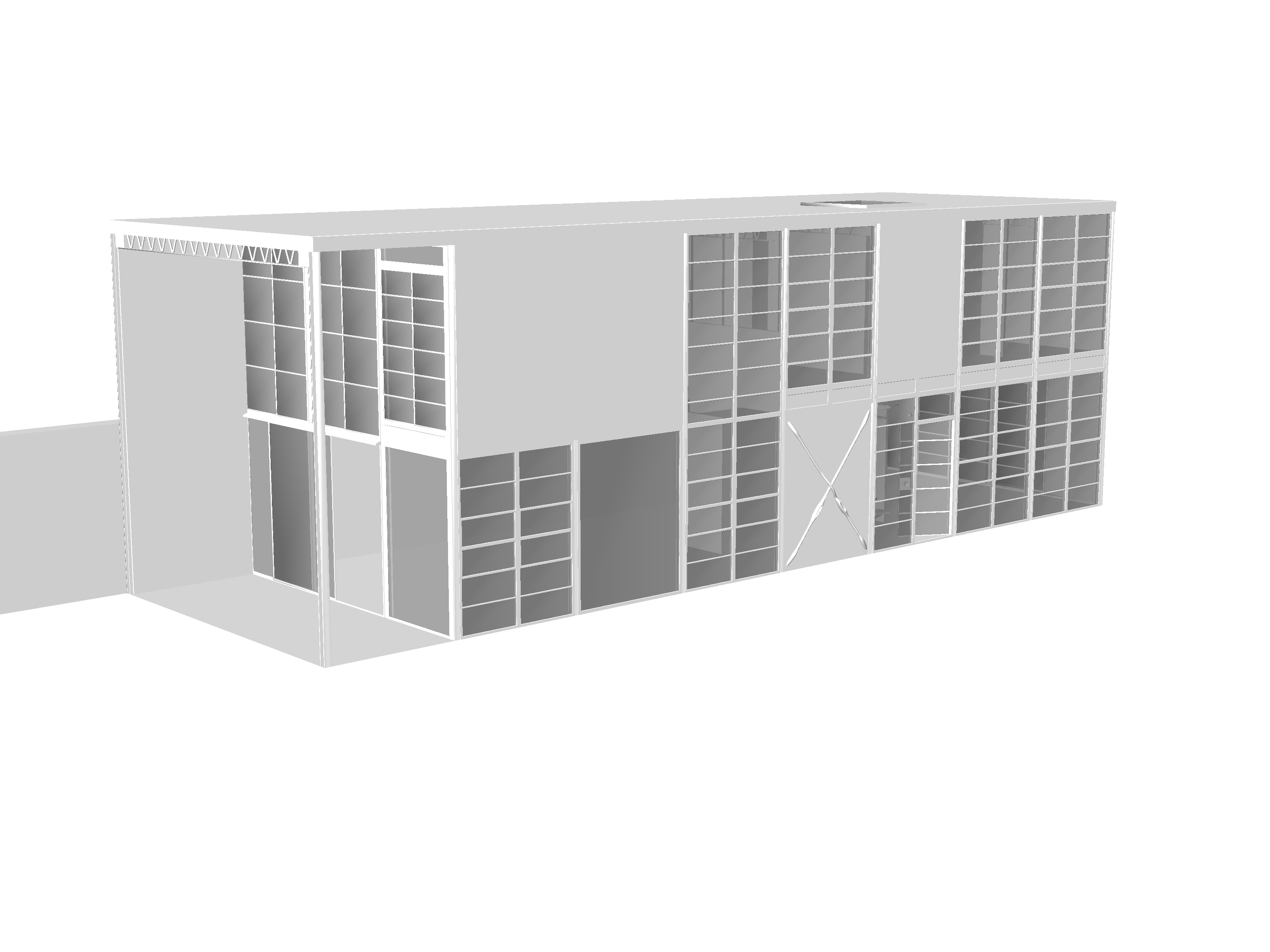
Render exterior Casa Eames

Nació en San Luis, Misuri y estudió arquitectura en la Universidad Washington en San Luis. A los dos años de iniciar sus estudios los abandonó y empezó a trabajar para un estudio de arquitectura de su ciudad natal. Trabajó básicamente en proyectos de viviendas residenciales.
Estuvo fuertemente influenciado por el arquitecto finés Eliel Saarinen. Siguiendo una invitación de Saarinen, se trasladó con su primera esposa, Catherine Woermann y su hija Lucía, en 1938 hasta Cranbrook, en Míchigan para continuar estudiando arquitectura y diseño en la Academia de Arte de Cranbook. Se convirtió en maestro y dirigió el departamento de diseño industrial. Junto a Eero Saarinen, el hijo de su maestro Eliel, diseñó el trofeo para el premio de «Diseño Orgánico», otorgado por el Museo de Arte Moderno de Nueva York. El trabajo mostraba su nueva técnica en el modelaje de la madera; técnica que posteriormente desarrolló Eames en sillas y otros muebles que diseñó para la marina americana durante la Segunda Guerra Mundial.
En 1941, tras divorciarse de su esposa Catherine, se casó con su colega en Cranbook, Ray  Eames (de soltera Ray Kaiser). Se trasladaron a vivir a Los Ángeles donde residieron durante el resto de su vida.

## Charles y Ray Eames
A finales de los años 40, Ray Eames y Charles diseñaron y construyeron su casa, conocida como la «Casa Eames». Ubicada en lo alto de una colina y mirando hacia el Océano Pacífico, la casa se construyó con trozos prefabricados de acero. Hoy en día se sigue considerando esta casa como una obra maestra de la arquitectura moderna.
En los años 50, el matrimonio siguió trabajando en arquitectura y diseño de muebles. En muchas ocasiones se mostraron pioneros en la utilización de nuevas técnicas, como la fibra de vidrio o la resina plástica en la fabricación de sillas. Además, Charles empezó a mostrar interés por la fotografía y la producción de cortometrajes. Parte de este material se utilizó en 2011 para realizar el documental Eames: The Architect and the Painter.
También se encargaron de realizar numerosas exposiciones. La primera de ellas «Matemáticas, un mundo de número y más allá» (1961) aún sigue siendo considerada como un modelo de exposición científica de carácter popular.
Eames dijo diversas frases célebres a lo largo de su carrera: una de las más destacadas y célebres, comentada en una de sus entrevistas en EEUU,  fue «La arquitectura depende de la carga técnica y la estética».

## Creaciones

### Arquitectura
- Sweetzer House (between 1930–33)
- St. Louis Post-Dispatch model home (193?)
- St. Mary's Catholic Church (Helena-West Helena, Arkansas) (1934)
- St. Mary's Church (Paragould, Arkansas) (1935)
- Dinsmoor House (1936)
- Dean House (1936)
- Meyer House (1938)
- Bridge house (Eames-Saarinen) (1945)
- Entenza House (1949)
- Casa Eames (1949)
- Max De Pree House (1954)

### Muebles
- Eames-Saarinen Kleinhans chair (1939)
- Eames-Saarinen organic chair (1941)
- Children's chairs (1945)
- Eames Lounge Chair Wood (1945)
- Circular table wood (1945)
- Eames Plywood Side Chair (1946)
- La Chaise (1948)
- Eames RAR (Rocker Armchair Rod) Rocker (1948)
- Eames Eiffel Plastic Side Chair (1950)
- Eames Eiffel Plastic Armchair (1950)
- Eames Desk and Storage Units (1950)
- Eames Desk and Storage Units (1950)
- Eames Sofa Compact (1954)
- Eames Molded Plastic Side Chair (DSSN), Stacking base (1955)
- Eames lounge chair and ottoman (1956)
- Eames Aluminum Management Chair (1958)
- Eames Aluminum Side Chair (1958)
- Eames Aluminum Ottoman (1958)
- Eames Executive Chair (1960) (alias: Lobby Chair, Time-Life Chair)
- Eames Walnut Stool (1960)
- Eames tandem sling seating (1962)
- Two piece plastic chair (1971)
- Eames Sofa (1984) producción póstuma[1]

### Filmes
- (en) Polaroid SX-70, 1972, realizado para Polaroid Corporation.
- (en) Powers of Ten, 1977. Realizado para IBM.

## Galería

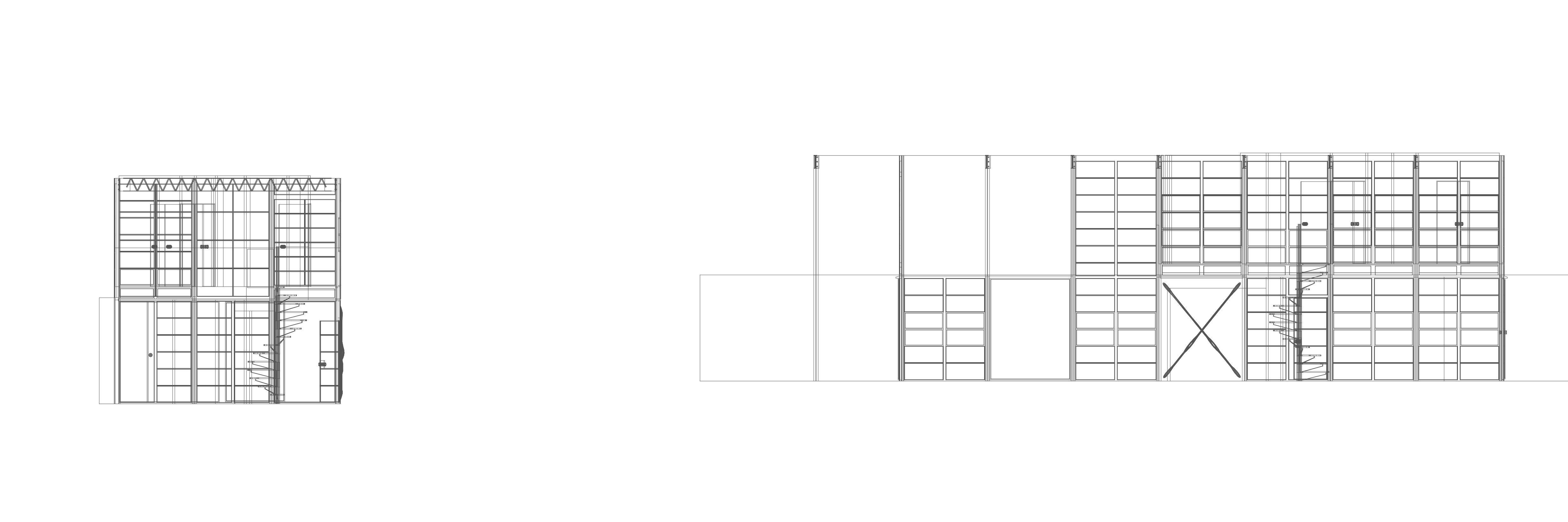
Alzados Casa Eames
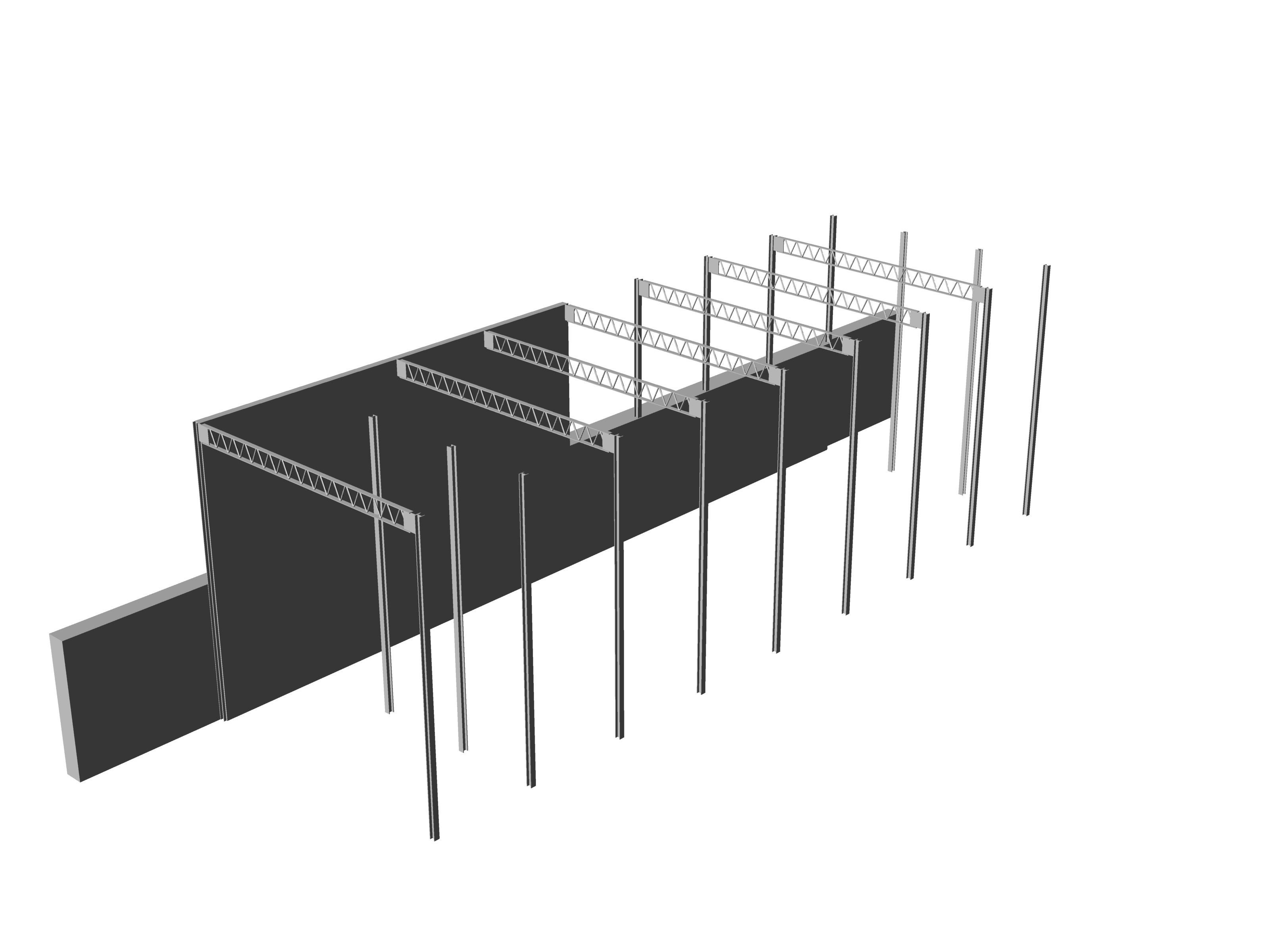
Estructura Casa Eames
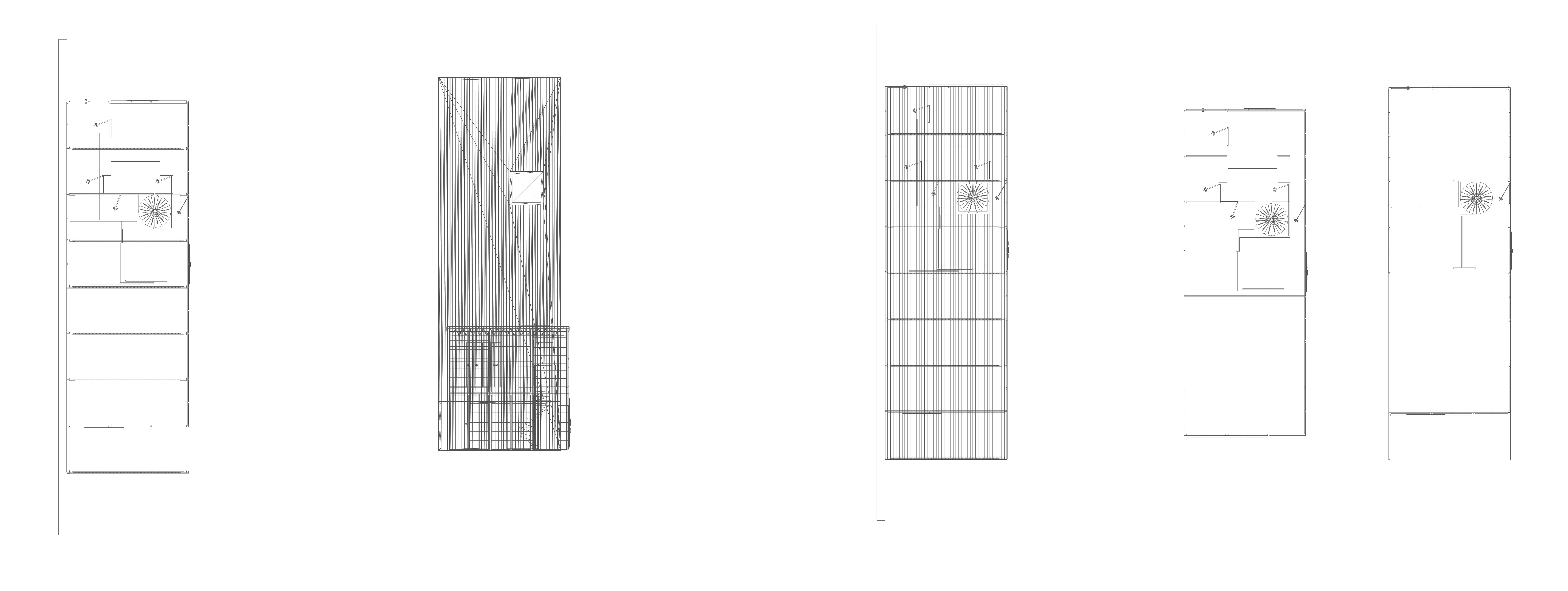
Plantas Casa Eames
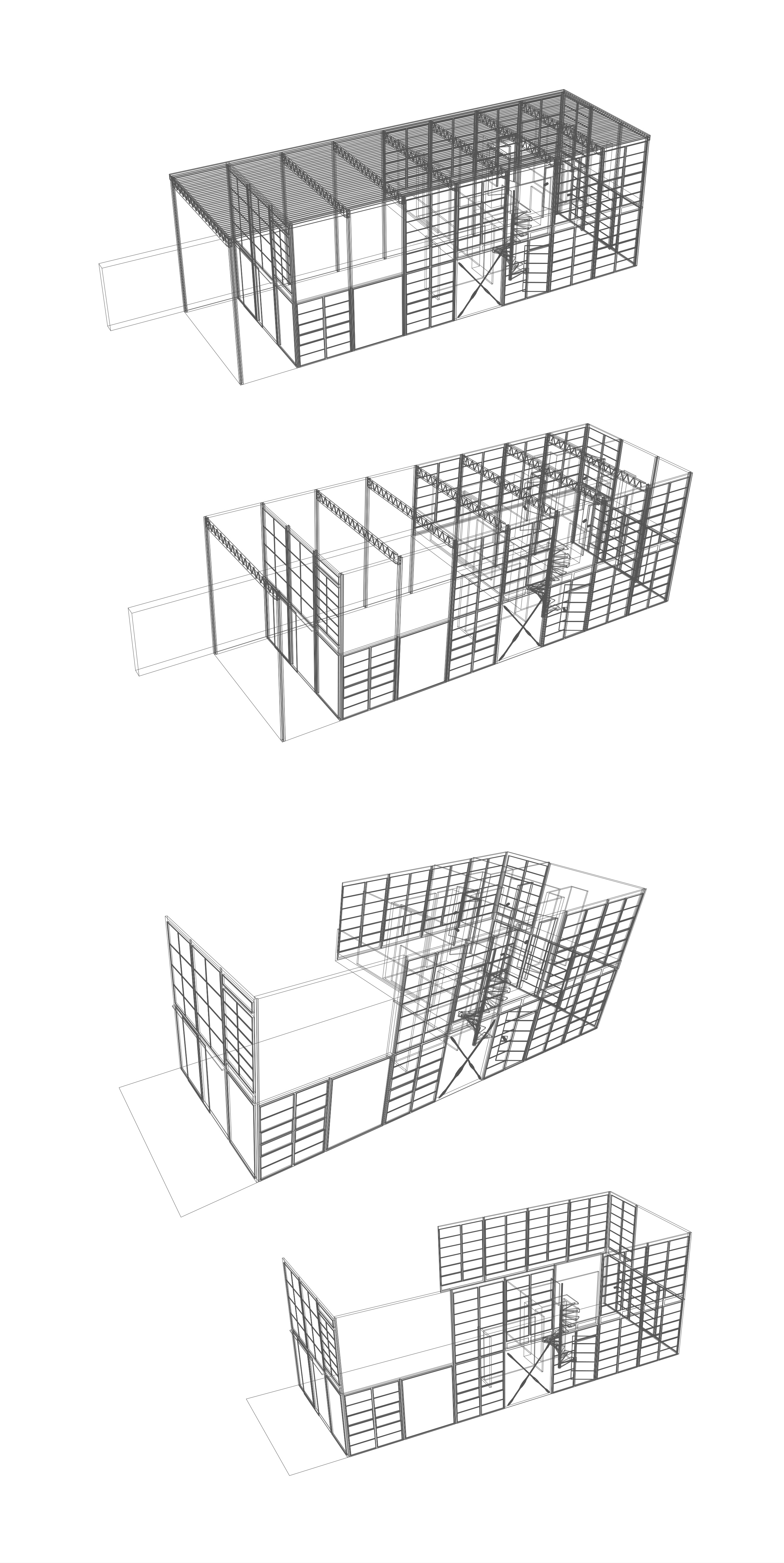
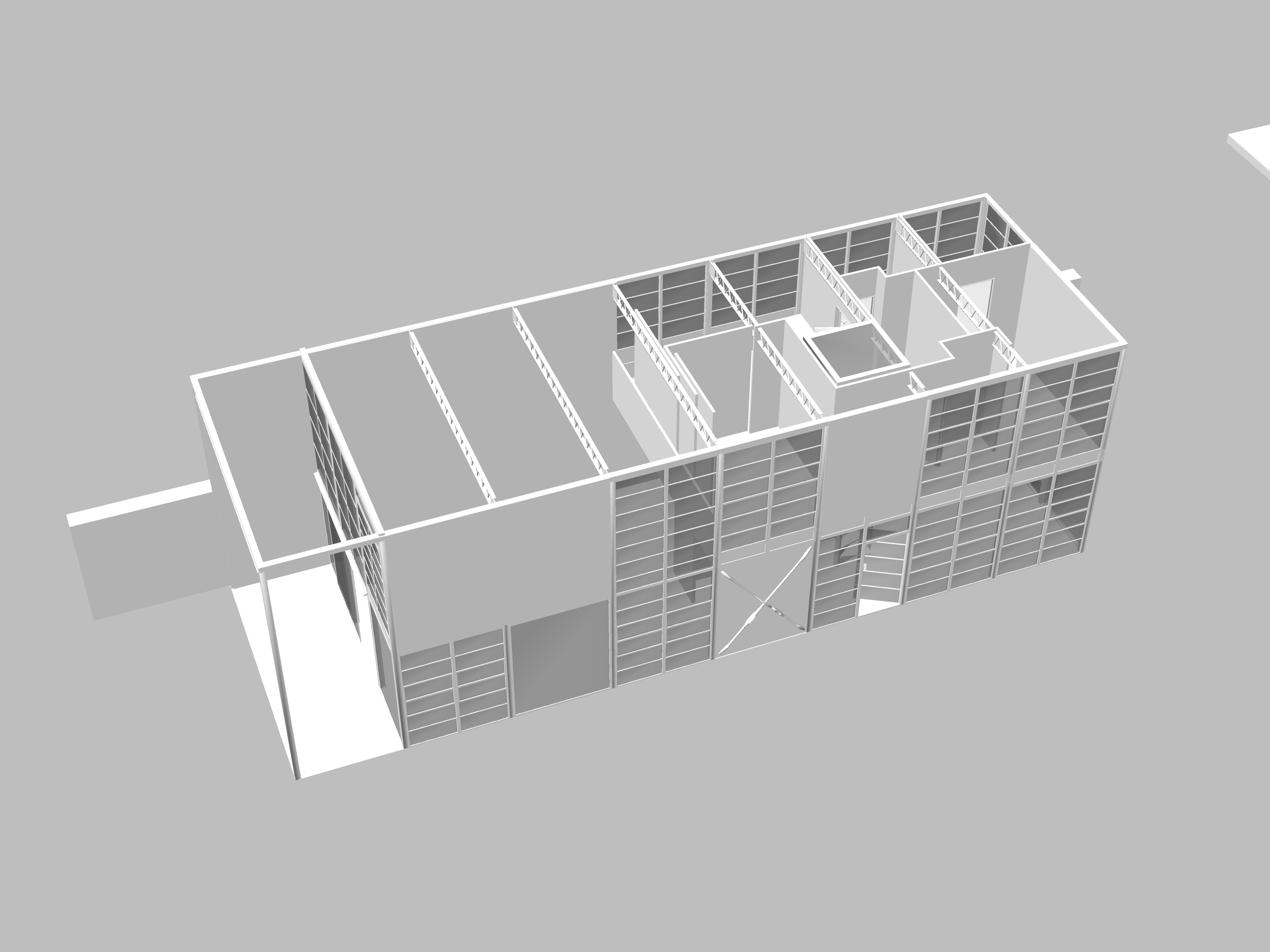
Render núcleo mas estructura Casa Eames
- Diagrama kauffman
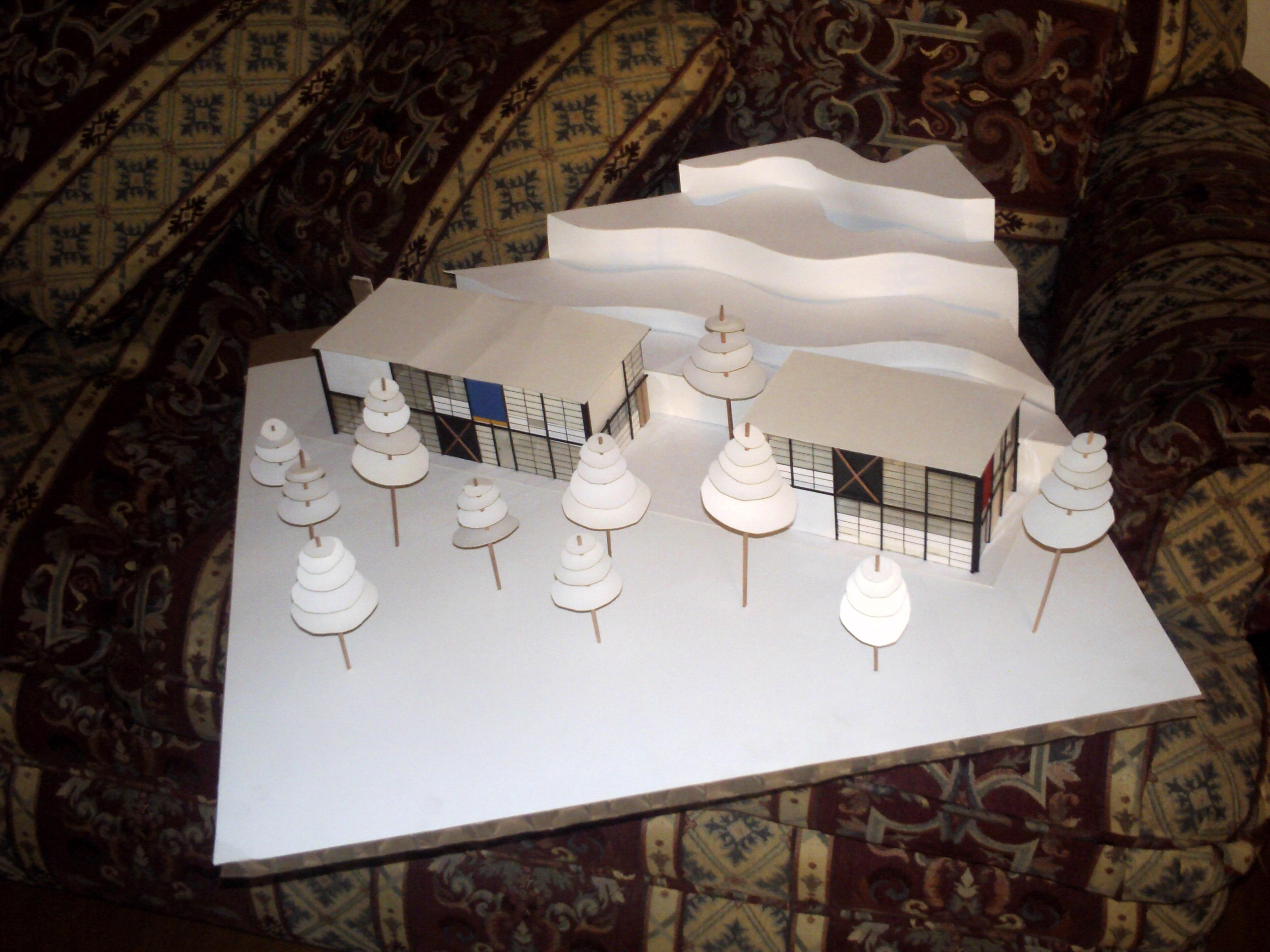
Casa Eames, maqueta del conjunto.